# Östad, Lerums kommun
Östad är en småort och kyrkbyn i Östads socken i Lerums kommun. 
Fram till 1995 klassades orten som en småort men saknade den statusen år 2000 och 2005. År 2010 hade befolkningen åter vuxit över 50-strecket, och orten klassas numer på nytt som småort.
Här ligger Östads kyrka.